# Římskokatolická farnost Bílavsko
Římskokatolická farnost Bílavsko je územní společenství římských katolíků s farním kostelem svatého Bartoloměje v děkanátu Holešov.

## Historie farnosti
Farní kostel je poprvé připomínán roku 1364. V 16. století se stala farnost protestantskou; po roce 1622 byla zdejší farní správa přikázána farnosti bystřické. Samostatná farní správa byla obnovena až roku 1784. Téhož roku byl postaven současný kostel, a to na místě starší stavby, z níž se zachovala hranolová věž.

## Duchovní správci
Administrátorem excurrendo byl od ledna 2017 R. D. Mgr. Marek Výleta. Od července 2019 ho vystřídal R. D. Mgr. Jan Hrudík.

## Bohoslužby
| Kostel              | Místo    | Bohoslužba (den)                   | Hodina                                                                       | Poznámka     |
| ------------------- | -------- | ---------------------------------- | ---------------------------------------------------------------------------- | ------------ |
| Svatého Bartoloměje | Bílavsko | neděle pondělí úterý čtvrtek pátek | 8.00 16.00 (zimní čas) 16.00 (letní čas) 16.00 (zimní čas) 16.00 (letní čas) | farní kostel |

## Aktivity ve farnosti
Ve farnosti se pravidelně koná tříkrálová sbírka. V roce 2024 činil její výtěžek v Bílavsku 7 046 korun, v Brusném 16 875 korun, v Hlinsku pod Hostýnem 14 361 korun, v Chomýži 16 930 korun a ve Slavkově pod Hostýnem 20 400 korun